# Will Otto
Will Marie (Will) Otto (Bandoeng, 24 juni 1919 – Den Haag, 27 november 2008) was een Nederlands cultuurtechnicus en bestuurder. Hij was van 1963 tot 1976 directeur van de Rijksdienst voor de IJsselmeerpolders (RIJP), de overheidsdienst die Oostelijk Flevoland en Zuidelijk Flevoland in cultuur moest brengen en inrichten. Otto combineerde deze functie met die van landdrost van het Openbaar Lichaam Zuidelijke IJsselmeerpolders (OL ZIJP).

## Loopbaan
Hij studeerde tropische bosbouw aan de Landbouwhogeschool van Wageningen. Van 1946 tot 1950 was hij houtvester voor de Dienst van het Boswezen in Nederlands-Indië. Hij verkende op systematische wijze uitgestrekte bosgebieden op Borneo (Kalimantan) en Java, ter voorbereiding op de bescherming en de exploitatie van die bossen.
In 1950 werd hij onderzoeker bij de Cultuurtechnische Dienst van het Ministerie van Landbouw. De Cultuurtechnische Dienst voerde ruilverkavelingsprojecten uit die het landelijk gebied van Nederland grondig van aanzien deden veranderen. In 1956 werd Otto hoofd van de afdeling Onderzoek.
In 1963 werd hij directeur van de Rijksdienst voor de IJsselmeerpolders (RIJP). Deze dienst had als taak het in cultuur brengen van het nieuwe land door uit het niets landbouw, stedenbouw, bosbouw, recreatieterreinen en natuurbouw te ontwikkelen. De RIJP viel onder het Ministerie van Verkeer en Waterstaat. Het vanaf 1956 ingepolderde land heet Flevoland.
Toen Otto in 1963 bij de RIJP in dienst trad, was er een impasse ontstaan bij het ontwerpen van een stedenbouwkundig plan voor Lelystad. Prof. ir. Cornelis van Eesteren had zo'n plan ontworpen. Echter, dit plan werd door de minister van Verkeer en Waterstaat afgekeurd. De minister vond de bebouwingsdichtheid in het genoemde plan te laag, de afstand van de eerste woonwijken tot het winkelcentrum te groot, en de kosten voor het Rijk veel te hoog. Daarop kreeg de RIJP van de minister de opdracht het plan van Van Eesteren aan te passen en te actualiseren; hierbij werkte de RIJP samen met de stedenbouwkundige adviseurs prof. ir. S.J. van Embden, ir. W. de Bruijn en ir. J.A. Kuiper.
Op het oude land bevorderde het Rijk tot 1973 hoogbouw. De RIJP zorgde er voor dat in Lelystad en Almere alle gezinnen met kinderen die in aanmerking kwamen voor sociale huurwoningen terecht konden in ruime eengezinshuizen. Hier was ongeveer 90% van de woningen laagbouw. Zowel in Lelystad als in Almere was het doorgaande autoverkeer geheel gescheiden van de fietsers en voetgangers. Mede hierdoor was Lelystad lange tijd de meest verkeersveilige stad in Nederland. Almere stelde onder leiding van de RIJP als eerste stad in Nederland een vrije busbaan in.
De RIJP legde in Lelystad en Almere vele groenvoorzieningen aan, zowel in de woonwijken als aan de buitenkant van de stad. Daardoor is Lelystad na Heerlen en Emmen de groenste grote gemeente van Nederland is. Dit blijkt uit een onderzoek van Wageningen Universiteit, die in de 31 grote gemeenten het aantal m² groen per woning in de bebouwde kom vergeleek. Otto nam de behoeften en wensen van de gewone man als uitgangspunt, meer dan menig stedenbouwer en architect deed.
De bouw van de geheel nieuwe steden Lelystad en Almere was bedoeld voor de opvang van bevolkingsoverloop uit Amsterdam en het Gooi. Lelystad en Almere waren aangewezen als groeikernen; die waren in het toenmalige planologische beleid van het Rijk bedoeld om de overloop uit de Randstad op te vangen. Internationaal werden dit new towns, geplande steden, genoemd.
Otto heeft veel gelobbyd in ‘Den Haag’ ter wille van de ontwikkeling van Flevoland. Keer op keer herinnerde Otto de betrokken ministers en ambtenaren aan het voor Lelystad en Almere vastgestelde ontwikkelingsbeleid waartoe de regering eerder zelf had besloten.
Otto was ook landdrost van het Openbaar Lichaam Zuidelijke IJsselmeerpolders. Dat viel onder het Ministerie van Binnenlandse Zaken. Het Openbaar Lichaam was de voorloper van de latere gemeenten Dronten, Lelystad, Almere en Zeewolde. Het Openbaar Lichaam was een tijdelijke bestuurlijke voorziening in een dun bevolkt ontwikkelingsgebied dat moest toegroeien naar een ‘normale’ situatie. De lokale volksvertegenwoordiging heette ‘adviesraad’, en was de rechtsvoorganger van de latere gemeenteraad. De landdrost bezat op grond van een speciale wet alle bevoegdheden van de burgemeester , het college van Burgemeester en Wethouders en de gemeenteraad samen. Volgens die wet bracht de adviesraad slechts advies uit. Op het gebied van de ruimtelijke ordening had de adviesraad wettelijk niets in te brengen; dat was alleen een taak van de RIJP. De bestuurspraktijk die Otto volgde, was echter anders. Hij wist een goede samenwerking met de adviesraad te bereiken.
Over de vraag of de Markerwaard wel of niet ingepolderd moest worden, is in de jaren 1972-1990 een nationaal debat gevoerd; uiteindelijk ging de inpoldering niet door. Otto heeft veel gelobbyd voor inpoldering van de Markerwaard.
In 1976 werd Otto directeur-generaal voor de Landinrichting, grond- en bosbeheer van het Ministerie van Landbouw; hij had de supervisie over onder meer onder meer de Cultuurtechnische Dienst, Staatsbosbeheer, Stichting Beheer Landbouwgronden, Directie Faunabeheer en Directie van de Visserijen. In deze functie raakte hij raakte betrokken bij internationale agro-economische betrekkingen en vraagstukken van plattelandsontwikkeling in ontwikkelingslanden. Dit voerde hem opnieuw naar Indonesië. Hij hield een aantal lezingen over de bescherming van het tropisch regenwoud en de daarmee samenhangende plattelandsontwikkeling.
Na zijn pensionering in 1984 had hij een groot aandeel in de ontwikkeling en realisering van PROSEA (Plant Resources of South East Asia). Dit internationale project, waarin Nederland en Indonesië de wetenschappelijke hoofdrollen vervulden, publiceerde 24 handboeken, gebaseerd op een database. Hierin zijn economisch nuttige planten en bomen van Zuidoost-Azië beschreven.

## Noot
1. ↑  Heerlen, Emmen en Lelystad groenste steden van Nederland. WUR. Gearchiveerd op 23 augustus 2018. Geraadpleegd op 21 september 2018.

- International Standard Name Identifier: 0000 0003 9132 2146
- Nederlandse Thesaurus van Auteursnamen: 074310844
- Virtual International Authority File: 285121589
- WorldCat: E39PBJfRF3xbbMRxFTRXTpfwmd